# Flugunfall einer Tupolew Tu-104 bei Leningrad 1981
Der Flugunfall einer Tupolew Tu-104 bei Leningrad 1981 ereignete sich am 7. Februar 1981, als eine vom Flughafen Puschkin zu einem Flug zum Flughafen Chabarowsk gestartete Tupolew Tu-104A der Marine der Sowjetunion kurz nach dem Start zu Boden stürzte, wobei alle 50 Insassen ums Leben kamen. Es handelte sich um den weltweit letzten Zwischenfall einer Maschine dieses Typs mit Totalverlust und Todesopfern.

## Maschine
Bei der betroffenen Maschine handelte es sich um eine 1957 gebaute Tupolew Tu-104A, welche die Werknummer 76600402 trug. Die Maschine wurde am 26. November 1957 mit dem Luftfahrzeugkennzeichen СССР-Л5426 („SSSR-L5426“) an die Aeroflot erstausgeliefert. Am 4. November 1961 wurde das Kennzeichen in CCCP-42332 geändert. Am 28. November 1961 wurde die Maschine an die Luftstreitkräfte der Sowjetunion übergeben. Das zweistrahlige Mittelstrecken-Schmalrumpfflugzeug war mit zwei Strahltriebwerken des Typs Mikulin AM-3M ausgestattet.

## Besatzung und Passagiere
Es befanden sich 44 Passagiere und eine sechsköpfige Besatzung an Bord. Unter den Passagieren befanden sich zahlreiche Admirale und Generäle der Pazifikflotte, darunter deren Befehlshaber Emil Spiridonow.

## Unfallhergang
Zum Unfallzeitpunkt schneite es leicht. Um 18 Uhr Ortszeit startete die Maschine zu einem Flug nach Wladiwostok mit planmäßigem Zwischenstopp in Chabarowsk. Die Piloten erhielten eine Freigabe zum Start von der Startbahn 21 des Flughafens Puschkin. Nach dem Start nahm die Maschine einen exzessiven Nickwinkel ein. Nur acht Sekunden nach dem Abheben, als die Maschine eine Flughöhe von 50 Metern erreicht hatte, rollte sie nach rechts, drehte sich in Rückenlage, schlug 20 Meter hinter dem Startbahnende auf und explodierte. Bei dem Unfall starben zunächst 49 der 50 Insassen. Eine Person, die sich im Cockpit befunden hatte, wurde bei dem Aufprall nach vorne aus der Maschine in den Schnee geschleudert und lebend aufgefunden, starb jedoch auf dem Weg ins Krankenhaus.

## Ursache
Die Unfalluntersuchung ergab, dass die Gewichtsverteilung innerhalb der Maschine fehlerhaft war. So hätten Armeeoffiziere nicht auf den Sitzplätzen Platz genommen, die ihnen durch die Besatzung zugewiesen wurden. Ferner sei die Maschine mit großen Papierrollen beladen worden, die beim Start nach hinten rollten, wodurch sich der Schwerpunkt nach hinten verlagerte und die Piloten nicht in der Lage waren, die Maschine durch ein Absenken der Flugzeugnase in eine stabile Fluglage zu bringen.